# 伊達恒大
伊達恒大（1982/1983年—）是日本北海道出身漫畫家。過去的筆名為「相模恒大」。

## 經歷
早期以「相模恒大」為筆名數次參與集英社《週刊少年Jump》主辦的漫畫新人獎，在天下一漫畫賞的71回（2002年6月）和78回（2003年1月）期僅為最終候補。Jump十二傑新人漫畫賞的第二回以《HEAVY SPRAY》成功獲得「十二傑賞」，作品在《赤丸Jump》上刊登。之後擔當空知英秋的助手，參與到《銀魂》的製作中。2007年發表單篇足球漫畫《F・GAME》。2012年和下山健人合作創作短篇足球漫畫《TOKYO WONDER BOYS》也自此作開始使用「伊達恒大」的筆名，兩年後同名連載漫畫在《週刊少年Jump》上發佈，這是伊達恒大首次進行商業連載，該作品只連載十話就完結了，成為自二十一世紀以來《週刊少年Jump》連載話數最短的足球漫畫。
到2017年6月開始獨立連載以網絡戀愛為主題的漫畫《交錯帳號》，作品在連載期間曾因為劇情和分鏡遭到非議。作品最終二十八話完結，結局也有得到一些粉絲認可的回響，漫畫的粉絲日本藝人井上裕介對於作品的完結感覺有點遺憾。
2020年5月和合作創作SF漫畫《時間悖論影子寫手》，故事主題與抄襲有關，因而引起讀者討論。

## 作品

### 連載
- 《東京奇蹟少年》（原名：《TOKYO WONDER BOYS》；原作：下山健人）：連載於《週刊少年Jump》2014年14號－24號、全1冊
- 《CROSS×ACCOUNT 交錯帳號（日语：クロスアカウント）》：連載於《週刊少年Jump》2017年29號－2018年7號、全4冊
- 《時間悖論影子寫手》：連載於《週刊少年Jump》2020年24號－39號、全2冊
- 《慢活家康》（原作：丈月城）:連載於《週刊Young Jump》2024年38號－、已出版3冊

### 單篇
- 《HEAVY SPRAY》：出道作、使用筆名「相模恒大」
- 《F・GAME》：使用筆名「相模恒大」
- 《東京奇蹟少年》（原名：《Tokyo Wonder Boys》原作：下山健人）：47頁
- （少年Jump+2015年2月1日）
- （《Jump NEXT!!》2015 vol.6[13]）47頁
- （《週刊少年Jump》2017年4・5合併号[14]、6号）：短期2話連載[14]
- （《Jump GIGA》2018 SUMMER vol.3）
- （《週刊少年Jump》2019年11号[15]）：「J戀愛喜劇祭典！」（Jラブコメ祭り！）特集短篇作品[15]
- （少年Jump+2019年8月21日）
- （原作：、少年Jump+2022年6月18日[16]）
- （原作：、少年Jump+2022年9月5日[17]－9月9日）：短期5話連載

### 其他
- （《週刊少年Jump》2018年36・37合併号附錄冊子[18]）
- （《少年Jump GIGA》2019 WINTER vol.3[19]）